# Station Sandweiler-Contern
Station Sandweiler-Contern (Luxemburgs: Gare Sandweiler-Conter) is een spoorwegstation in de Luxemburgse gemeente Contern. Het station wordt beheerd door de Luxemburgse vervoerder CFL en ligt aan lijn 3. Het station werd op 13 december 2015 in gebruik genomen en verving daarmee het oude station van Sandweiler-Contern wat meer westelijker lag. Het station bevindt zich tussen de plaatsen Sandweiler en Contern in.
De autoweg CR234 kruist met een viaduct hier de spoorlijn en het station. Deze autoroute is de verbindingsweg met beide plaatsen.

## Treindienst
| Serie        | Treinsoort             | Route | Bijzonderheden                        |
| ------------ | ---------------------- | --- | ------------------------------------- |
| RE 4850      | Regional-Express (CFL) | Luxemburg – Sandweiler-Contern – Wasserbillig                                                                  | Op werkdagen, één trein per dag.      |
| RE 5100RE 11 | Regional-Express (CFL) | Luxemburg – Sandweiler-Contern – Wasserbillig – Igel – Trier Hbf – Wittlich Hbf – Cochem (Mosel) – Koblenz Hbf |                                       |
| RB 4800      | Regionalbahn (CFL)     | Luxemburg – Sandweiler-Contern – Wasserbillig                                                                  |                                       |
| RB 5150      | Regionalbahn (CFL)     | Luxemburg – Sandweiler-Contern – Wasserbillig – Trier Hbf                                                      | Op werkdagen, enkele treinen per dag. |

## Oude treinstation

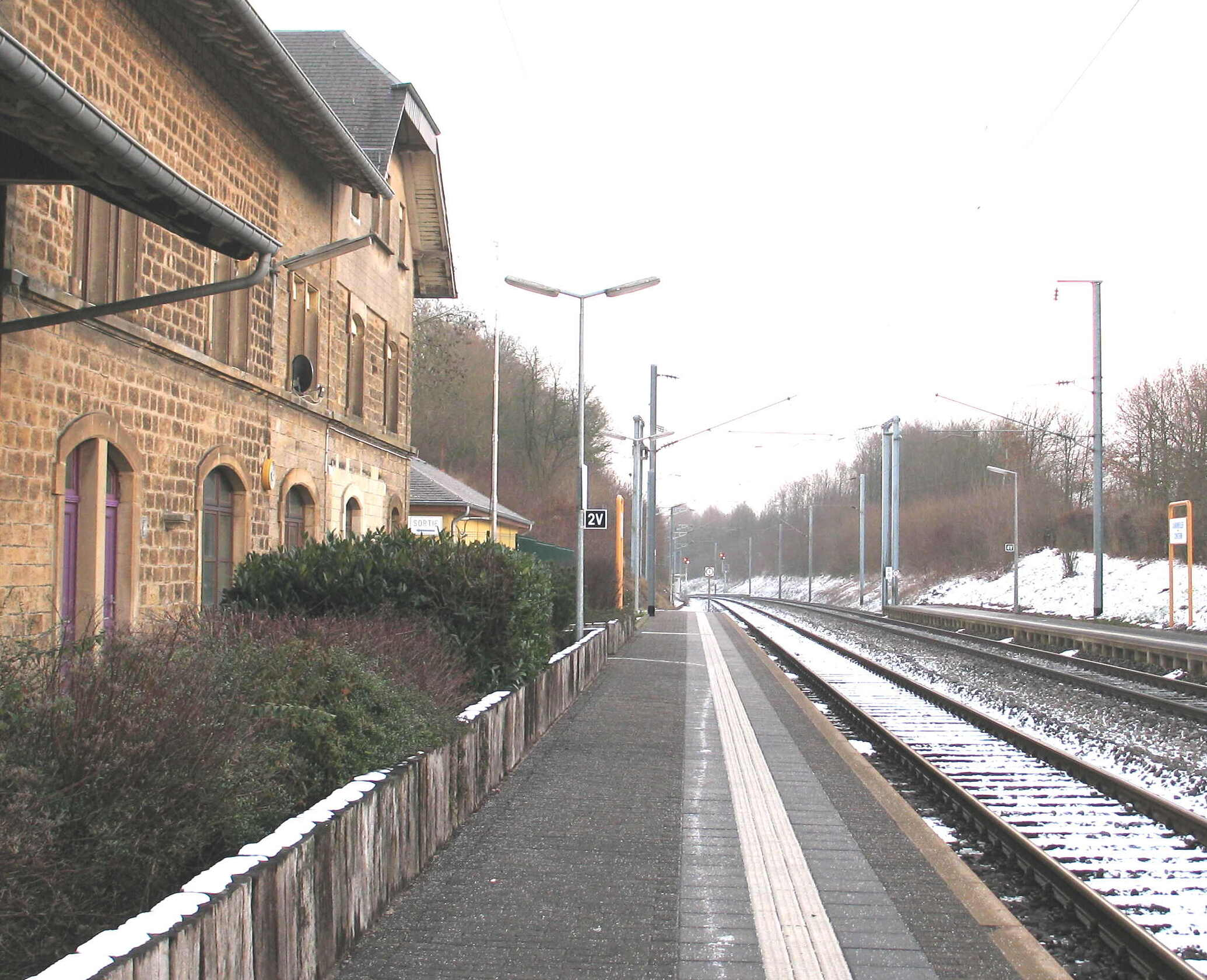
Oude station Sandweiler-Contern

Het oude treinstation van Sandweiler-Contern lag ongeveer 500 meter westelijker aan de lijn. Ondanks dat dit ook de naam Sandweiler-Contern had lag het in de gemeente Hesperange. Dit treinstation werd op  29 augustus 1861 geopend en werd op 13 december 2015 gesloten nadat het huidige treinstation Sandweiler-Contern werd geopend. Het oude treinstation lag zowel ten opzichte van Sandweiler als metname ten opzichte van Contern ongunstig wegens het ontbreken van goede wegen naar het station toe.
CFL Lijn 3:
Luxemburg · Cents-Hamm · Sandweiler-Contern · Oetrange · Munsbach · Roodt · Betzdorf · Wecker · Manternach · Mertert · Wasserbillig
Zie ook: CFL Lijn 1 · CFL Lijn 2 · CFL Lijn 4 · CFL Lijn 5 · CFL Lijn 6 · CFL Lijn 6a · CFL Lijn 6b · CFL Lijn 6c · CFL Lijn 7